# Walter Fröhlich
Walter Fröhlich (auch Wafrö, Pseudonym Urban Klingele, * 9. Januar 1927 in Radolfzell; † 7. November 2013 in Singen) war ein deutscher Journalist, Schriftsteller, Musiker und Fotograf. Er wurde insbesondere bekannt als Mundartautor im bodenseealemannischen Dialekt der Gegend um Konstanz und dem Hegau sowie als Fasnetmacher, Kabarettist und Kolumnist. Sein Pseudonym Urban Klingele benutzte Walter Fröhlich für seine Kolumne im Singener Wochenblatt. Der Name wafrö, den er gern gebrauchte, war sein altes Redaktionskürzel in der Zeitung.

## Leben

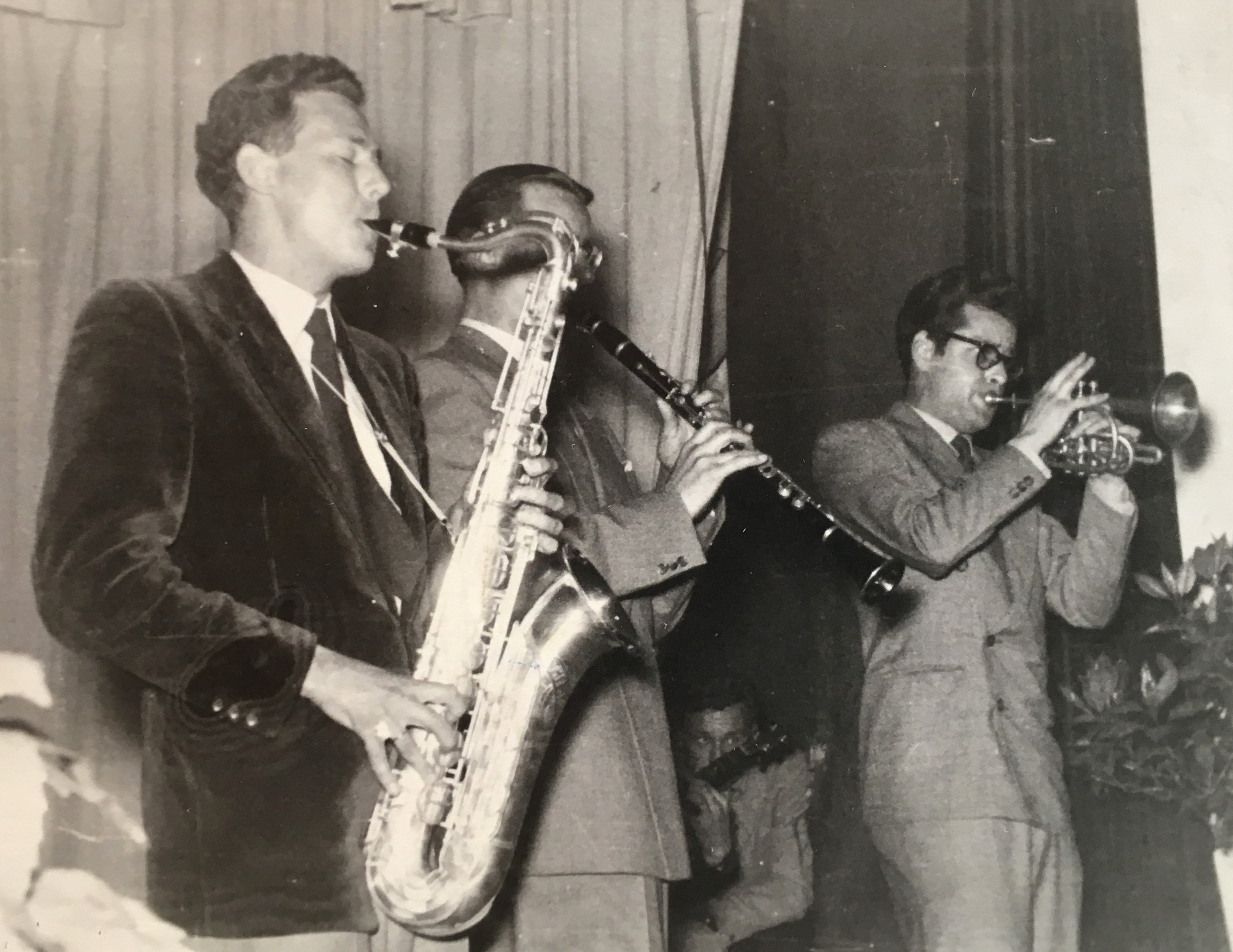
Walter Fröhlich (ts), Werner Greiner (cl) und Jan Dix (co) bei einem Konzert ca. Anfang der 1950er-Jahre

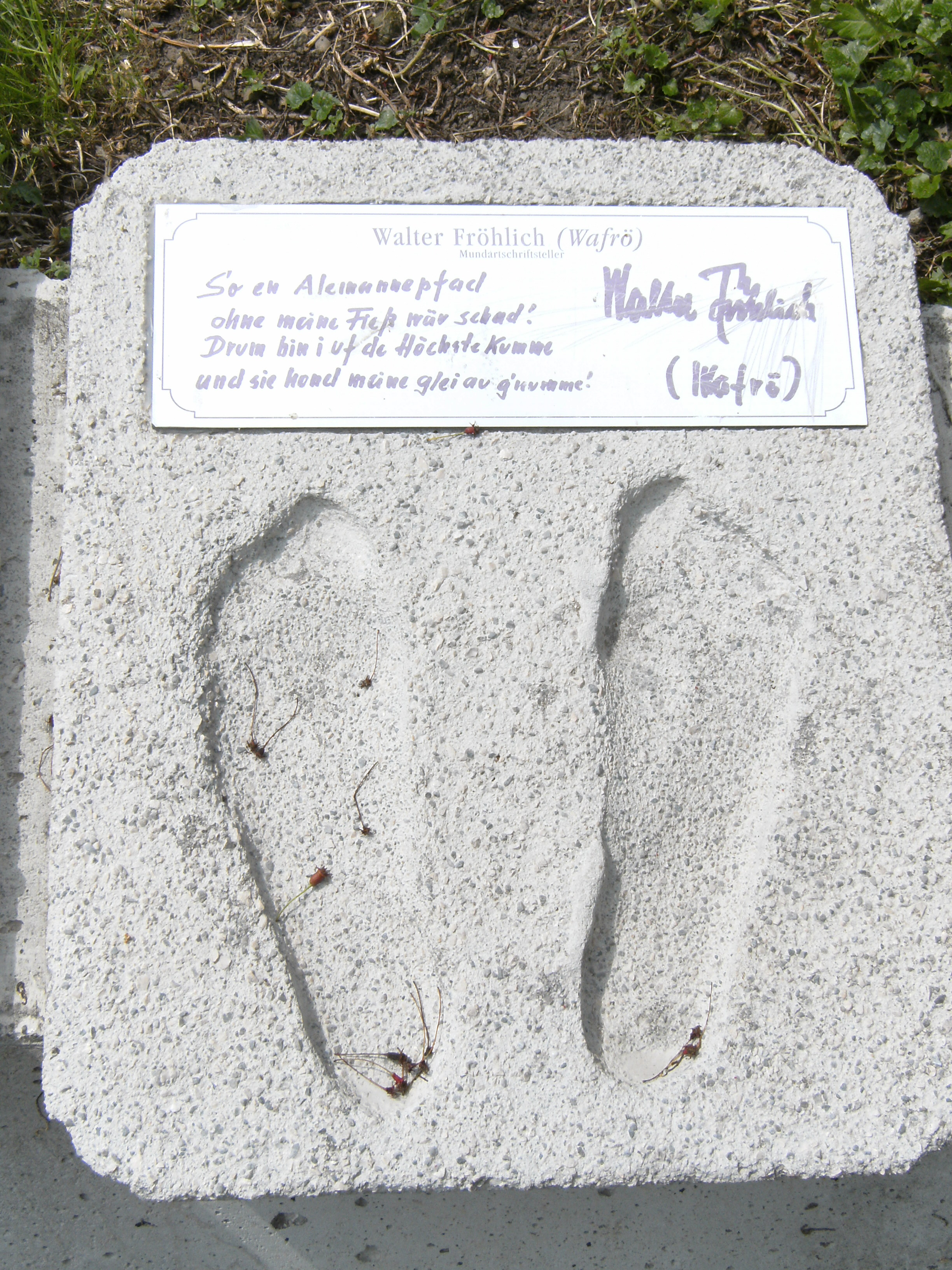
Fußabdrücke von Walter Fröhlich auf dem Schwäbisch-alemannischen Mundartweg

Walter Fröhlich wuchs in den ersten 24 Jahren in Konstanz auf und war dort auch musikalisch aktiv – z. B. bei den Oldtime-Jazz-Bands um den Zahnarzt Dr. Werner Greiner – und zog Mitte der 1960er Jahre nach Singen, wo er dann über 50 Jahre lebte. Er absolvierte eine Banklehre, wurde aber noch zum Kriegsdienst eingezogen und geriet in Gefangenschaft. Nach dem Zweiten Weltkrieg wurde er nach einem Volontariat Redakteur der Deutschen Bodensee-Zeitung in Konstanz. Von 1952 bis zu seinem Eintritt in das Rentenalter war er bei der Firma Alusuisse in Singen in der Werbung, als Fotograf und als Redakteur der Werkszeitung Arbeitskamerad beschäftigt. Er starb 2013 an einem Herzinfarkt und liegt auf dem Waldfriedhof in Singen begraben.

### Alemannischer Schriftsteller
Fröhlich war lange in der Fastnacht in Singen aktiv, unter anderem als Dichter und Büttenredner. Er begründete den Singener Narrenspiegel. Von 1957 bis 1962 dichtete und vertonte er zum jeweiligen Fastnachtsmotto der Poppelezunft in Singen Lieder in alemannischer Sprache, die immer noch in der Singener Fastnacht präsent sind.
Gegen Ende der 1950er-Jahre fing er an, jede Woche eine Dialektkolumne im Schwarzwälder Boten zu schreiben. 15 Jahre später zog er sich aus Singen zurück. Von 1985 bis 2010 nahm er die Wochenkolumne im Singener Wochenblatt wieder auf. Sein Bücherschreiben fing an, indem er hintersinnige Anmerkungen zu einem Buch mit Holzschnitten über die Fastnacht herausgab und seine Kolumnen aus dem Wochenblatt separat veröffentlichte.
Danach veröffentlichte er eine ganze Reihe von Büchern mit Gedichten und ironischen Kurztexten zu Alltagsthemen in alemannischer Sprache. Daneben publizierte er mehrfach Artikel zur Mundart und zu Persönlichkeiten aus dem Bodenseeraum, unter anderem im Singener Jahrbuch und im Konstanzer Almanach. Er war mit Lesungen und Vorträgen zum Thema Mundart über den Bodenseeraum hinaus unterwegs.

### Alemannische Lebensweisheiten
Die Hauptthemen von Wafrö sind aus dem Alltag gegriffen. Er hat sich gern humorvoll und ironisch mit den Schwächen von sich und seinen Mitmenschen oder mit Fehlentwicklungen der modernen Gesellschaft auseinandergesetzt. Eine große Rolle spielte auch der Dialekt, den er für seine Texte wählte. Er wollte den Dialekt fördern und erhalten. So entstanden auch seine Wörtersammlungen (z. B. Alemannisch für Anfänger).

### Fastnachter
Für die Singener Poppele-Zunft schrieb er das Fasnachtslied S’ goht degege. Er war Ehrenrat der Poppelezunft Singen, Ehrenblätz der Blätzlebuebe Konstanz, Burgherr der Narrengsellschft Niederburg und 1. Träger des Alefanz-Ordens vom Fasnachtsmuseum Langenstein. Er war Ghostwriter und Lektor für Fastnachtsreden und erfand 1957 den Singener Narrenspiegel. Er hielt scharfe Büttenreden.
Fröhlich war in Konstanz Burgherr bei der Narrengesellschaft Niederburg, Ehrenelefant bei den Elefanten und Ehrenblätz bei den Blätzlebuebe.

### Würdigungen durch seine Freunde
Er war ein „Menschenfreund mit Humor und Geist“ (Alfred Heizmann), ein „alemannisches Urgestein“ (Kreisarchivar Franz Götz), war warmherzig und hatte einen hintergründigen Humor (Rosemarie Banholzer).

## Zitat in Alemannisch
Als Leseproben in alemannischer Original-Sprache:

“De Vorarbeiter isch scho en größere Schef, de Meischter no en größere, de Abteilungsleiter scho en große, und denn kummed se so nano, vu de Prokurischte bis zu de Direktore i de Induschtrie, und do schpielt de Hierarchie a saugroße Rolle. Alles isch durchorganisiert, und wenn oner nint wore isch, no schafft mer schnell en Zwischedienschtgrad, no isch der au ebbes.”

“Mer schwätzt aber it iberall gliich, s' giit en Hufe eigne-uigne-oagne-oegne-oogne Dialekte, wo denn je nachdem, wo mer isch sich andersch alosed.”

## Auszeichnungen
Für seine Verdienste um den alemannischen Dialekt erhielt er mehrere Auszeichnungen.
- 1977: Alefanz-Orden vom Fasnachtsmuseum Schloss Langenstein[20]
- 1991: Hegaupreis der Gemeinde Steißlingen
- 1993: Großer Kulturpreis der Stadt Singen
- 1995: Johann-Peter-Hebel-Medaille der Muettersproch-Gsellschaft, Gruppe Hegau
- 1997: Bundesverdienstkreuz am Bande[1]
- 2000: Verdienstmedaille des Landes Baden-Württemberg

## Nachlass
En Teil seiner Bücher, Texte und Schwarz-Weiß-Negative ging an das Singener Stadtarchiv. Der Nachlass ist in mehr als 69 Ordnern enthalten. Es sind Fotografien von der Titelseite der Werkszeitschrift Arbeitskamerad, die Glossen Wafrös würziges Wochenragout, die Büttenreden für die Fasnacht und seine Verse aus der Mundartdichtung.

## Werke

### Bücher
- (mit Lothar Rohrer): Unsere Fasnacht. Mit Holzschnitt vum Lothar Rohrer. Verlag des Südkurier, Konstanz 1978, ISBN 3-87799-009-6.
- Urban Klingele (Pseudonym): Alemannisch für Anfänger. Frese, Singe 1978.
- Urban Klingeles saudumme Gosch. Verlag Singener Wochenblatt, Singen 1982.
- Wa mi druckt und wa mi freit. Meine Gedichtle. Stadler, Konstanz 1984, ISBN 3-7977-0127-6.
- Jessesna – isch des ä Lebe. Ein neues Mundartbuch. Stadler, Konstanz 1988, ISBN 3-7977-0197-7.
- Wa i denk – wenn i denk. Be- und sinnliche Gedichtle. Stadler, Konstanz 1986, ISBN 3-7977-0150-0.
- Mer sott it so vill denke. Stadler, Konstanz 1990, ISBN 3-7977-0245-0.
- S Bescht und s Schänscht vum Wafrö. Stadler, Konstanz 1992, ISBN 3-7977-0269-8.
- Filusofisch gsäeh vum Wafrö. Stadler, Konstanz 1994, ISBN 3-7977-0302-3.
- „Mer sott’s it fir meglich halte!“ Neujahrsgedanken eines badischen Seehasen im Exil. Forum FN, 38. Stadt Friedrichshafen, Friedrichshafen 1994, ISBN 3-926162-76-7.
- S wird all bleder mont de Wafrö. Stadler, Konstanz 1996, ISBN 3-7977-0357-0.
- Wie mer’s macht isch’s nint. Denkt de Wafrö. Stadler, Konstanz 1998, ISBN 3-7977-0415-1.
- So isch worre. bim Wafrö. Stadler, Konstanz 2001, ISBN 3-7977-0465-8.
- Versle – nix als Versle vum Wafrö. Verse und Gedichte in alemannischer Mundart. Stadler, Konstanz 2002, ISBN 3-7977-0476-3.

### Aufsätze
- (de/als) Wie mer do schwätzt. (Wie man spricht im Landkreis). In: Landkreis Konstanz (Hrsg.): Daheim im Landkreis Konstanz. Stadler Verlagsgesellschaft. ISBN 3-7977-0388-0, S. 101–104.

### Tonträger
- Filusofisch gsäeh vum Wafrö. Audio-CD. In Kooperation mit dem Südwestfunk Freiburg. Stadler, Konstanz [1994].

## Filme
- Walter Fröhlich 1927–2013 bei YouTube